# Comuna de Brodnica
Brodnica (polaco: Gmina Brodnica) é uma gminy (comuna) na Polónia, na voivodia de Grande Polónia e no condado de Śremski. A sede do condado é a cidade de Brodnica.
De acordo com os censos de 2006, a comuna tem 4 884 habitantes, com uma densidade 51,0 hab/km².

## Área
Estende-se por uma área de 95,86 km², incluindo:
- área agricola: 69%
- área florestal: 28%

## Demografia
Dados de 30 de Junho 2004:
|                      | Total   | Total | Mulheres | Mulheres | Homens  | Homens |
| -------------------- | ------- | ----- | -------- | -------- | ------- | ------ |
|                      | pessoas | %     | pessoas  | %        | pessoas | %      |
| População            | 4667    | 100   | 2308     | 49,5     | 2359    | 50,5   |
| Densidade (pop./km²) | 48,7    | 100   | 24,1     | 24,1     | 24,6    | 24,6   |

De acordo com dados de 2002, o rendimento médio per capita ascendia a 1515,93 zł.

## Comunas vizinhas
- Czempiń, Mosina, Śrem